# The Hong Kong and China Gas Company
The Hong Kong and China Gas Company (работает под брендом Towngas) — китайская газораспределительная компания. Основной поставщик газа для домохозяйств и предприятий Гонконга и один из крупнейших поставщиков газа в юго-восточной части материкового Китая. Штаб-квартира находится в гонконгском районе Норт-Пойнт.

## История
Компания была основана Уильямом Гленом (William Glen) 31 мая 1862 года для газового освещения города Виктория (сейчас это округ Сентрал Гонконга). Основные акционеры компании были в Великобритании, штаб-квартира находилась в Лондоне. Впервые газовое освещение в Гонконге было включено 3 декабря 1864 года. Для производства газа из угля был построен завод в Уэст-Пойнт (первый на Дальнем Востоке) производительностью 120 тысяч кубических футов (3400 м³) в день. 14 мая 1934 года на этом заводе произошёл взрыв, в результате которого погибло 42 человека.
В 1954 году контрольный пакет акций компании приобрёл Джордж Марден из Wheelock Marden. В 1982 году компания была перерегистрирована в Гонконге. В 2007 году Henderson Land приобрела около 40 % акций компании, став её крупнейшим акционером.

## Собственники и руководство
Крупнейшим акционером The Hong Kong and China Gas Company является Henderson Land Development Company Limited (41,53 %). Вице-президенты этой компании являются сопредседателями совета директоров The Hong Kong and China Gas Company. С 1983 года до конца 2018 года председателем был миллиардер Ли Шауки, отец обоих сопредседателей.

## Деятельность

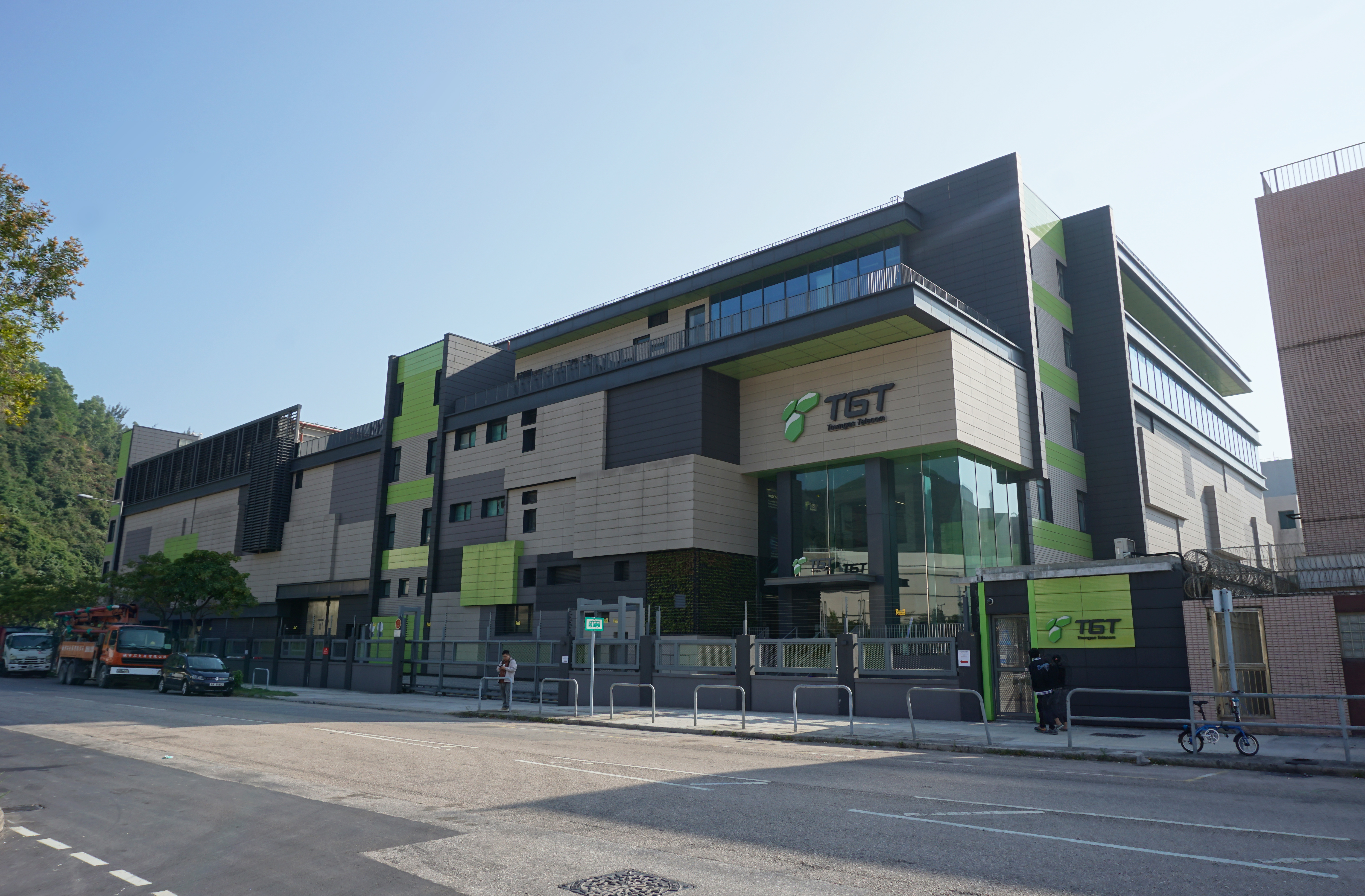
Дата-центр компании Towngas Telecom в Гонконге

Около четверти выручки компании даёт деятельность в Гонконге, где Towngas является основным поставщиком газа. Для Гонконга сжиженный природный газ доставляется морем из Австралии на газовый терминал в провинции Гуандун, оттуда по подводному газопроводу направляется на газовый завод в Тайпоу, дающий 97 % потребляемого территорией газа. Остальные 3 % даёт газовый завод в районе Матхаукхок (Ma Tau Kok). Количество клиентов в Гонконге — 1,91 млн (при населении около 7,4 млн).
В материковом Китае The Hong Kong and China Gas Company работает через контролируемую на 67 % компанию Towngas China; она присутствует в 131 городе в 23 провинциях КНР, продажи газа в 2018 году составили 23 млрд м³, количество клиентов в материковом Китае — 27,54 млн. Компания является одним из крупнейших поставщиков газа в материковом Китае, наряду с China Gas Holdings и China Resources Gas.
Помимо снабжения газом населения и предприятий компания занимается также водоснабжением, добычей угля, производством сжиженного газа, нефтехимией, альтернативной энергетикой, переработкой отходов и телекоммуникациями.
|                     | 2009  | 2010  | 2011  | 2012  | 2013  | 2014  | 2015  | 2016  | 2017  | 2018  | 2019  | 2020  | 2021  |
| ------------------- | ----- | ----- | ----- | ----- | ----- | ----- | ----- | ----- | ----- | ----- | ----- | ----- | ----- |
| Оборот              | 12,35 | 19,38 | 22,43 | 24,92 | 28,25 | 31,61 | 29,59 | 28,56 | 32,48 | 39,07 | 40,63 | 40,93 | 53,56 |
| Чистая прибыль      | 5,409 | 6,048 | 6,725 | 8,401 | 7,756 | 8,103 | 8,179 | 8,270 | 9,347 | 10,43 | 7,064 | 6,118 | 5,128 |
| Активы              | 67,07 | 72,66 | 85,03 | 98,94 | 106,4 | 114,4 | 115,6 | 116,7 | 131,1 | 132,7 | 140,5 | 150,3 | 168,1 |
| Собственный капитал | 37,81 | 41,21 | 46,27 | 50,35 | 56,37 | 62,22 | 62,11 | 62,90 | 70,25 | 70,19 | 66,59 | 69,14 | 69,81 |

## Галерея

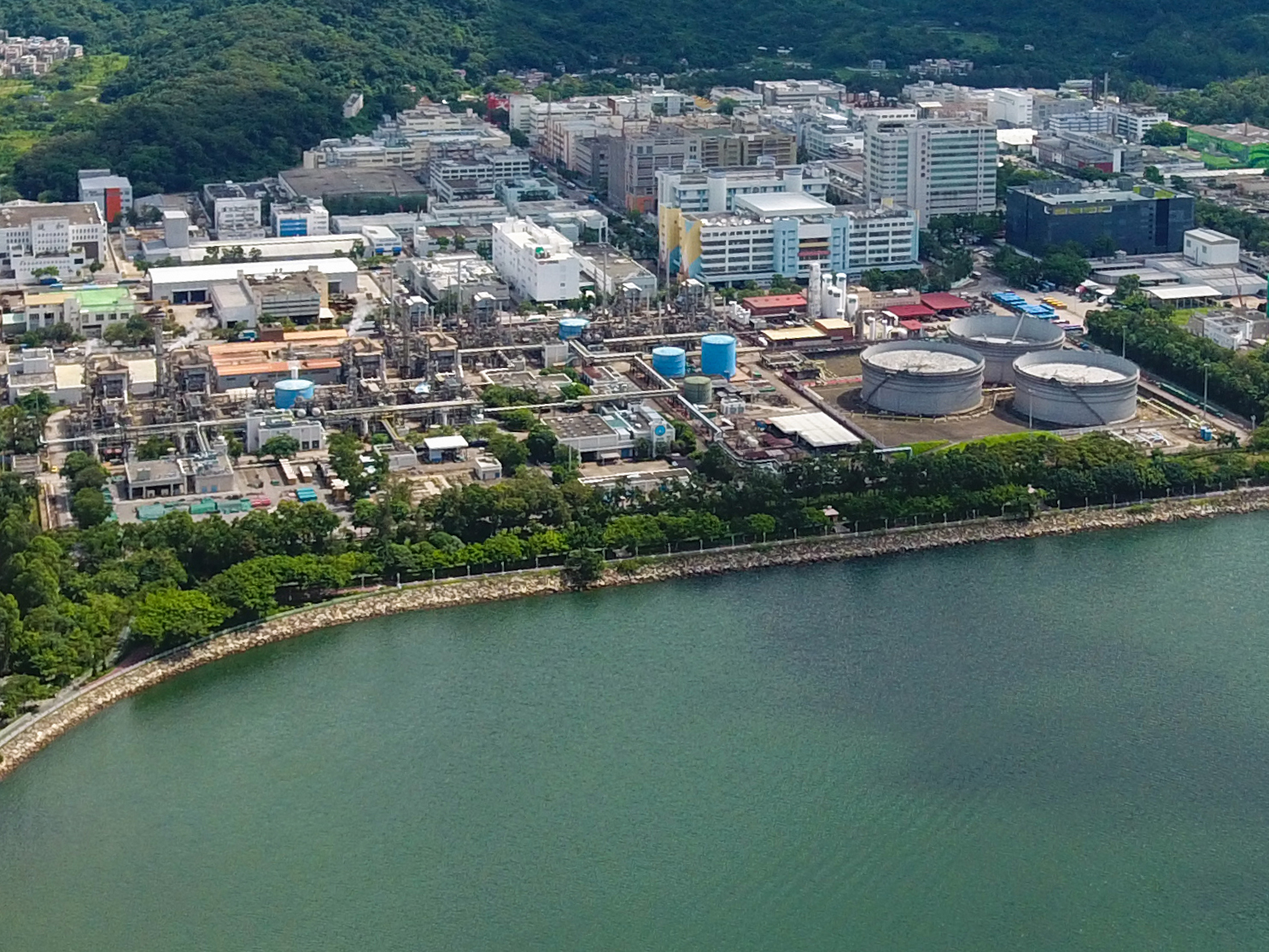
Газовый завод в Tai Po
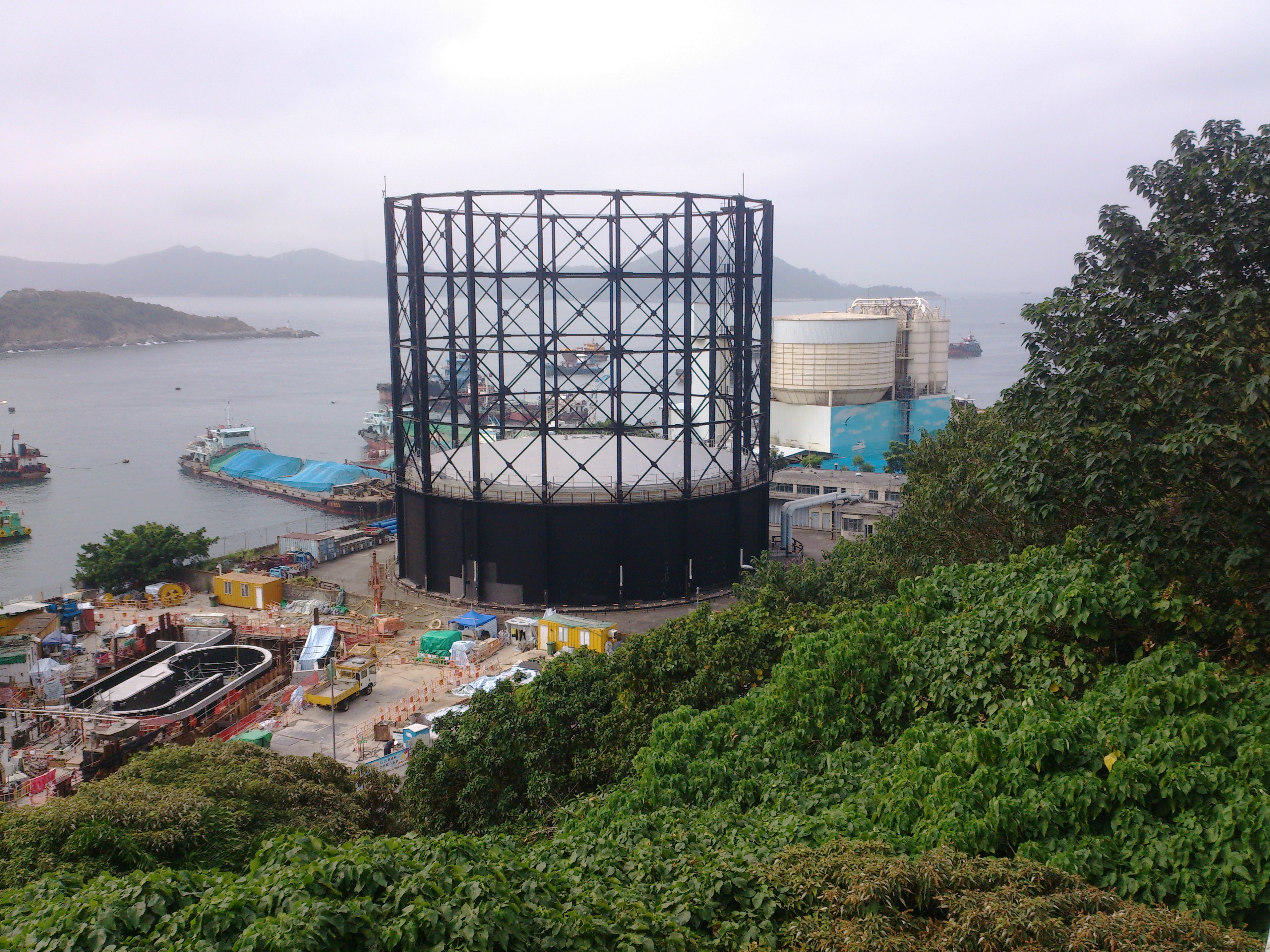
Газовая станция в Aberdeen
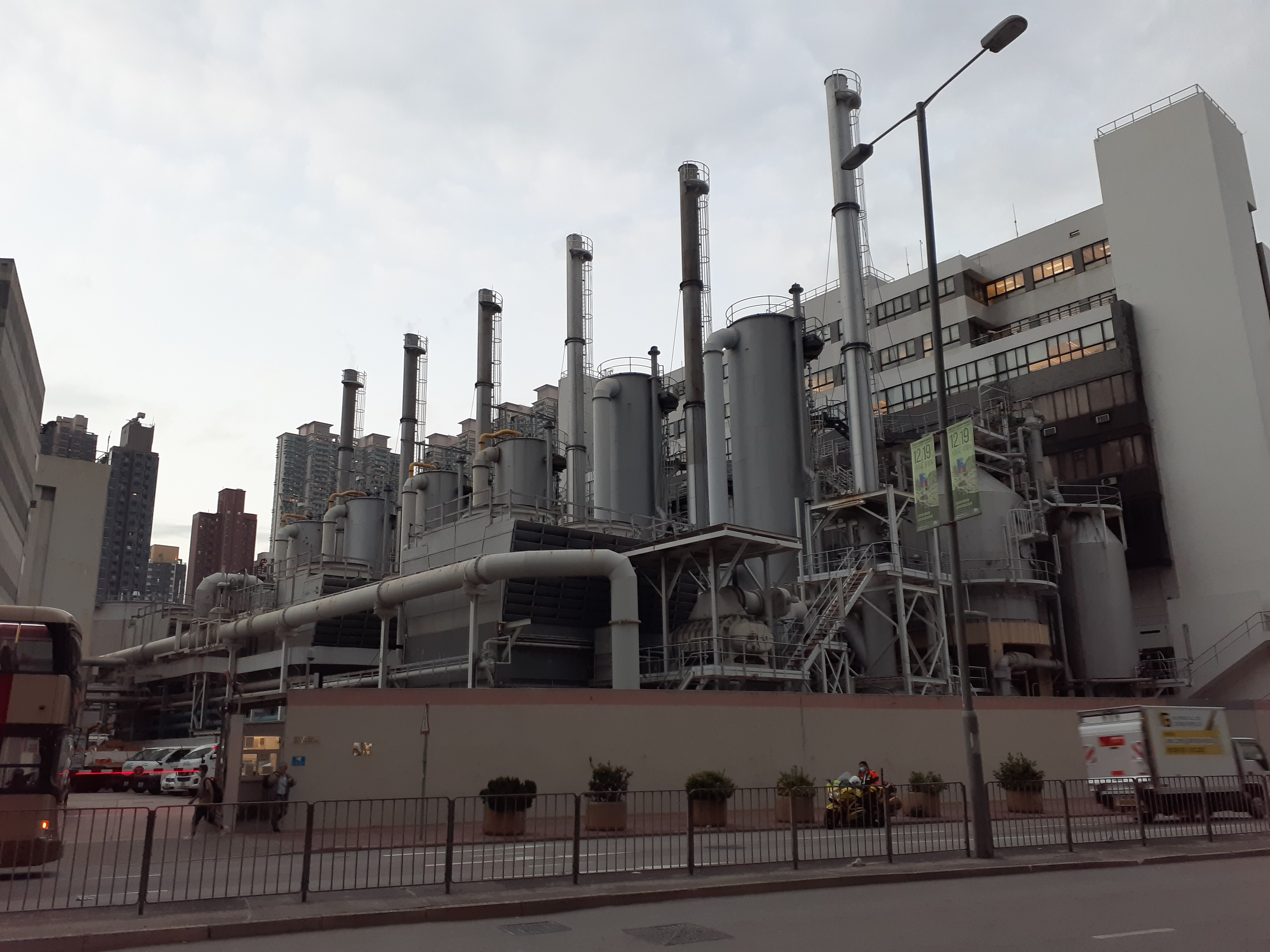
Газовый завод в Ma Tau Kok